# Mario Casali
Mario Casali (1930 — 2003), foi um dos mais requisitados pianistas brasileiros.
Músico de formação clássica e erudita, foi inserido precocemente nas bandas de jazz e música popular de seu pai, Egisto Casali. Tocava praticamente escondido na noite paulistana, pois era menor de idade. Era figura certa para acompanhar cantores e cantoras que viajavam pelo Brasil em suas apresentações. 
Após viajar pela Europa tocando em navios e nas cidades, voltou ao Brasil para casar-se com Léa, e ser pai de Mário e Loreta. A partir daí, tornou-se efetivamente músico de estúdio, acompanhando a nata do meio artístico da época, como Leny Eversong, Leny Andrade, Jamelão, Maysa, grande parte do pessoal da Jovem Guarda e também da Tropicália. Era o pianista preferido de Dick Farney, pois o mesmo precisava de suporte quando saía do piano para cantar ou reger sua orquestra. Acompanhou The Supremes (Diana Ross), The Four Tops e Johnny Mathis. 
Participou das primeiras transmissões de TV Tupi. Nos festivais da TV Globo, acompanhou os grandes nomes da MPB. Seu toque peculiar e refinado ficou marcado em Feelings de Morris Albert.
Nos últimos anos dedicava-se também a lecionar na Universidade Livre de Música Tom Jobim (ULM), atualmente denominada Escola de Música do Estado de São Paulo – Tom Jobim , onde foi homenageado com a atribuição do seu nome à biblioteca da escola.